# Parthenos
Parthenos is een geslacht van vlinders uit de onderfamilie Limenitidinae van de familie Nymphalidae.

## Soorten
- Parthenos aspila Honrath, 1888
- Parthenos cyaneus Moore, 1877
- Parthenos sylvia Cramer, 1776
- Parthenos tigrina Vollenhoven, 1866